# Sullivan Expeditie
De Sullivan Expeditie, onder leiding van John Sullivan en James Clinton vond plaats tussen 18 juni en 3 oktober 1779, was een onderdeel van de Amerikaanse Onafhankelijkheidsoorlog (1775-1783).

## Achtergrond
Na de Slag bij Saratoga in 1777 kregen de Amerikaanse patriotten steun van Frankrijk en Spanje. De Britten moesten nu voornamelijk rekenen op de inheemse indianen. Samen met een coalitie Irokezen wonnen de Britten de Slag bij Wyoming, de Slag bij German Flatts en de Slag bij Cherry Valley in 1778.  De idee van George Washington was om de Irokezen uit hun thuisland te verdrijven door de tactiek van de verschroeide aarde.

## Expeditie
John Sullivan vertrok op 18 juni 1779 vanuit Easton (Pennsylvania) richting Finger Lakes met een leger van 4000 man. De Irokezen, sterk in de minderheid, trokken zich terug noordwaarts. Er werd maar een veldslag gevochten, de slag bij Newtown. Tijdens hun opmars staken de Amerikanen de gewassen, dorpen en bezittingen van de indianen in brand, minstens veertig nederzettingen werden vernietigd. De overleefden vluchtten richting Canada, naar het Britse fort aan de Niagararivier.

## Gevolgen
Volgens historicus Rhiannon Koehler stierven tijdens de winter 1779-1780, 55% van de Irokezen door hongersnood en koude.